# Deserto de Lechuguilla
 Coordenadas : formato inválido

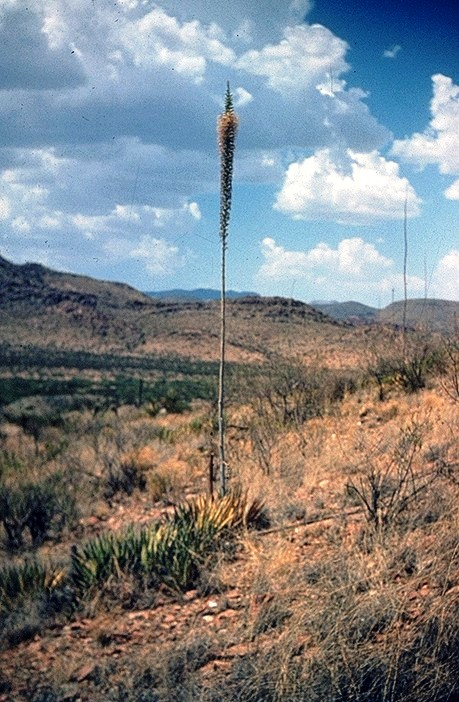
Agave Lecheguilla, planta que homenageia o Deserto

O Deserto de Lechuguilla é um deserto localizado na porção sudoeste do estado do Arizona, EUA, próximo à fronteira com o México. É considerado parte do Vale do Baixo Colorado, região do Deserto de Sonora. Se estende na direção norte-sul entre as Montanhas Gila e as Montanhas Cabeza Prieta e também com o Barry M. Goldwater Air Force Range. O deserto possui este nome pela planta Lechuguilla, conhecida científicamente como Agave lecheguilla. O deserto também está sobre a fronteira norte do Gran Desierto de Altar no México, parte do Sonora.